# Paradoks wyboru
Paradoks wyboru. Dlaczego więcej oznacza mniej? (tytuł oryg. The Paradox of Choice. Why More is Less) – książka amerykańskiego psychologa Barry'ego Schwartza z gatunku non-fiction wydana w 2004 roku.

W książce Schwartz argumentuje, że wyeliminowanie wielości wyborów konsumenckich może znacznie zmniejszyć niepokoje kupujących.  
„Autonomia, oraz wolność wyboru są krytyczne dla naszego samopoczucia, a możliwość wyboru świadczy o naszej wolności oraz autonomii. Jednakowoż, mimo że współcześni Amerykanie mają większy wybór niż jakakolwiek grupa ludzi dotychczas, a zatem, przypuszczalnie, więcej wolności i autonomii, zdają się jednak nie czerpać z tego korzyści psychologicznych.” – Barry Schwartz

## Teza Schwartza
Schwartz zbiera argumenty z różnych dziedzin współczesnej psychologii, które badają w jaki sposób na szczęście wpływa sukces lub porażka w osiągnięciu celu.

### Kiedy wybieramy
Schwartz porównuje różne wybory, które napotykają Amerykanie w życiu codziennym – od prostych wyborów pomiędzy produktami w hipermarkecie do wielości różnych zajęć dostępnych dla studentów uczelni Ivy League. Wskazuje, że obecnie jest kilka czasopism i książek na temat ruchu dobrowolnej prostoty
 "Ideą tego ruchu jest to, że mamy zbyt duży wybór, zbyt wiele decyzji, za mało czasu aby robić to co jest naprawdę istotne (...) zajmowanie się naszymi własnymi "pragnieniami"  oraz skupienie na tym co "chcemy" zrobić, nie dociera do mnie jako rozwiązanie problemu zbyt dużego wyboru." - Barry Schwartz
Schwartz utrzymuje, że to właśnie po to abyśmy mogli skupić się na własnych potrzebach, wszystkie te wybory pojawiły się w pierwszej kolejności.

### Jak wybieramy
Schwartz opisuje, że strategia konsumenta dotycząca większości dobrych decyzji będzie obejmować następujące kroki:
1. Określ swój cel lub cele. Proces wyznaczania celów i podejmowania decyzji zaczyna się od pytania: „Czego chcę?” Stojąc przed wyborem restauracji, albumu muzycznego, lub filmu, dokonuje się wyboru na podstawie tego jak to doświadczenie sprawi, że poczują się. Czyli jaka jest oczekiwana użyteczność produktu lub usługi. Po skorzystaniu z tej konkretnej restauracji, przesłuchaniu danego albumu muzycznego,  lub obejrzeniu filmu, wybór konsumenta będzie zależał od zapamiętanej użyteczności w spełnieniu zakładanego celu. Dlatego, jeśli wiesz czego chcesz, to możesz określić jak bardzo wybrane produkty spełniły te oczekiwania. Zdobywca Nagrody Nobla, psycholog Daniel Kahneman i jego koledzy, wykazali, że to, co pamiętamy o przyjemnościach z jakości naszych doświadczeń, jest prawie całkowicie zdeterminowane przez dwie rzeczy: czas gdy te doświadczenia były u szczytu (najlepsze lub najgorsze) oraz uczucie w momencie zakończenia.
2. Oceń znaczenie każdego celu. Daniel Kahneman i Amos Tversky zbadali w jaki sposób ludzie podejmują decyzje, i znaleźli różne praktyczne zasady, które często prowadzą nas na manowce. Większość ludzi przywiązuje dużą wagę do anegdotycznych dowodów, być może do tego stopnia, że unieważniają one ekspertyzy. Naukowcy nazwali to heurystyką dostępności, opisując, w jaki sposób zakładamy, że im więcej informacji jest dostępnych w pamięci, tym częściej musieliśmy się z nią napotykać w przeszłości. Częste występowanie wpływa bardziej na wagę którą przypisujemy konkretnej informacji.
3. Sortuj opcje. Kahneman i Tversky odkryli, że osobiste „zapamiętania psychologiczne” spowodują obramowanie wyboru i określenie, które opcje są uważane za podlegające uwzględnieniu. Na przykład wieczór na koncercie może być tylko jednym wpisem w znacznie większej relacji, powiedzmy „spotkaniu potencjalnego partnera”. Ale także, może być częścią bardziej ogólnego zapamiętania, takiego jak „sposoby spędzenia piątkowej nocy”. To, ile wart jest wieczór na koncercie, będzie zależało od tego, którego konta jest on częścią.
4. Oceń, jakie jest prawdopodobieństwo, że każda z opcji osiągnie Twoje cele. Ludzie często mówią o tym, jak „kreatywni księgowi mogą sprawić, że bilans przedsiębiorstwa będzie wyglądał tak dobrze lub źle, jak chcą”. Pod wieloma względami Schwartz postrzega większość ludzi jako kreatywnych księgowych, jeśli chodzi o prowadzenie własnego bilansu psychologicznego.
5. Wybierz zwycięską opcję. Schwartz argumentuje, że rozważane wybory są już powiązane z rozważanymi opcjami. Kiedy opcje nie są dołączone, i nie są częścią wyboru, to ich wybór jest postrzegany jako dodatkowa wartość. Ekonomista Richard Thaler podaje przydatne określenie „koszty utopione”.
6. Modyfikuj cele. Schwartz zwraca uwagę, że konsekwencje wyborów są wykorzystywane do modyfikowania przyszłych celów, przypisywanej im wagi i sposobu oceny przyszłych możliwości.

Schwartz odnosi idee psychologa Herberta A. Simona z lat pięćdziesiątych XX wieku do psychologicznego stresu, z którym boryka się dziś większość konsumentów. Zwraca uwagę na kilka ważnych różnic między, jak to określił Simon, maksymalizatorami i ukontentowanymi. Maksymalizator jest jak perfekcjonista, ktoś, kto musi mieć pewność, że każdy jego zakup lub decyzja była najlepszą, jaką można było podjąć. Sposób, w jaki maksymalizator wie na pewno, polega na rozważeniu wszystkich alternatyw, jakie może sobie wyobrazić. Stwarza to psychologicznie zniechęcające zadanie, które może stać się jeszcze bardziej zniechęcające wraz ze wzrostem liczby opcji. Alternatywą dla maksymalizacji jest bycie satysfakcjonującym, ukontentowanym.  Ukontentowany ma kryteria i standardy, ale nie martwi się możliwością, że może być coś lepszego. Ostatecznie Schwartz zgadza się z konkluzją Simona, że satysfakcja jest w rzeczywistości strategią maksymalizującą.

### Dlaczego cierpimy
Schwartz integruje różne psychologiczne modele szczęścia, pokazując, w jaki sposób można rozwiązać problem wyboru za pomocą różnych strategii. Należy zauważyć, że każda z tych strategii ma swój własny pakiet komplikacji psychologicznych.
- Wybór a szczęście. Schwartz omawia znaczenie powszechnych metod badawczych wykorzystujących skalę szczęścia. Opowiada się za opinią psychologów Davida Myersa i Roberta Lane'a, którzy niezależnie dochodzą do wniosku, że obecna obfitość wyboru często prowadzi do depresji i poczucia osamotnienia. Schwartz zwraca szczególną uwagę na stwierdzenie Lane'a, że Amerykanie płacą za wzrost zamożności i wolności przy znacznym spadku jakości i ilości społeczności. To, co dawniej dawała rodzina, sąsiedztwo i miejsce pracy, teraz musi zostać osiągnięte i kultywowane indywidualnie. Tkanka społeczna nie jest już prawem pierworodztwa, ale stała się serią przemyślanych i wymagających wyborów. Schwartz omawia również powiązania odczuwanego szczęścia z określonymi kategoriami produktowymi. Na przykład cytuje badanie Sheeny Iyengar z Columbia University i Marka Leppera z Uniwersytetu Stanforda, którzy stwierdzili, że kiedy uczestnicy mieli do czynienia z mniejszym, a nie większym zestawem dżemu, byli bardziej zadowoleni z ich degustacji.
- Wolność lub zaangażowanie. Schwartz łączy tę kwestię z badaniami ekonomisty Alberta Hirschmana na temat tego, jak populacje reagują na nieszczęście: mogą albo wyjść z sytuacji lub protestować i wyrazić swoje obawy. Podczas gdy rządy wolnorynkowe dają obywatelom prawo do wyrażania niezadowolenia poprzez wyjście, jak w przypadku zmiany marki na inną, Schwartz utrzymuje, że stosunki społeczne są inne. Zamiast akcji wychodzenia, mamy zwykle dać głos niezadowolenia, chcąc wywrzeć wpływ na sytuację.
- Decyzje drugiego rzędu. Profesor prawa Cass Sunstein używa terminu „decyzje drugiego rzędu” dla decyzji, które są zgodne z regułą. Dyscyplina życia „według zasad” eliminuje niezliczone kłopotliwe wybory w życiu codziennym. Schwartz pokazuje, że te decyzje drugiego rzędu można podzielić na ogólne kategorie skuteczności w różnych sytuacjach: domniemania, standardy i kody kulturowe. Każda z tych metod jest użytecznym sposobem analizowania szerokiego wachlarza wyborów, przed którymi stajemy.
- Niewykorzystane możliwości. Schwartz odkrywa, że kiedy ludzie stają przed koniecznością wybrania jednej z wielu pożądanych opcji, zaczną rozważać hipotetyczne kompromisy. Ich opcje są oceniane pod kątem utraconych szans, a nie potencjału okazji. Innymi słowy, po wybraniu alternatywy z wieloma, ale nie z większością użyteczności, ludzie pamiętają raczej sumę utraconej użyteczności niż to, że dokonali wyboru maksymalizującego użyteczność. Schwartz utrzymuje, że jedną z wad podejmowania kompromisów jest to, że zmienia to, jak myślimy o decyzjach, przed którymi stoimy; potem wpływa na poziom satysfakcji, jakiej doświadczamy z naszej decyzji. Podczas gdy psychologowie od lat wiedzą o szkodliwym wpływie negatywnych emocji na podejmowanie decyzji, Schwartz wskazuje na niedawne dowody pokazujące, że pozytywne emocje mają odwrotny skutek: na ogół badani są skłonni rozważyć więcej możliwości, gdy czują się szczęśliwi.

### Krytyka
Próby powtórzenia paradoksu wyboru w innych badaniach przyniosły mieszane sukcesy. Metaanaliza obejmująca badania z 50 niezależnych badań nie wykazała żadnego znaczącego związku między wyborem a lękiem, ale spekulowano, że wariancja w badaniach otwiera możliwość, że przeciążenie wyborem może być związane z pewnymi wysoce specyficznymi i jeszcze słabo poznanymi warunkami wstępnymi.

Nowa metaanaliza, przeprowadzona w 2015 roku i obejmująca 99 badań, była w stanie określić, kiedy ograniczenie możliwości wyboru dla klientów najprawdopodobniej zwiększy sprzedaż. W badaniu zidentyfikowano cztery kluczowe czynniki – złożoność zbioru wyboru, trudność zadania decyzyjnego, niepewność preferencji i cel decyzji – które łagodzą wpływ wielkości sortymentu na przeciążenie wyborem. Udokumentowano również, że biorąc pod uwagę zmienne moderujące, ogólny wpływ wielkości sortymentu na przeciążenie wyborem jest znaczący – jest to sprzeczne z danymi przedstawionymi we wcześniejszych badaniach metaanalitycznych.

## Historia publikacji
- Harper Perennial, 2004, miękka oprawa (ISBN 0-06-000568-8)